# Подводные лодки проекта 667БДР «Кальмар»
Подводные лодки проекта 667БДР «Кальмар» — серия советских РПКСН — атомных стратегических подводных лодок второго поколения, оснащённых комплексом Д-9Р с 16 межконтинентальными жидкостными ракетами Р-29Р (РСМ-50, SS-N-18).
Проект был разработан в ЦКБМТ «Рубин», генеральным конструктором проекта являлся С. Н. Ковалёв.

## История
Жидкостная двухступенчатая баллистическая ракета морского базирования Р-29Р (РСМ-50, SS-N-18), представляла дальнейшее развитие ракеты Р-29 и отличалась от неё наличием разделяющейся головной части с блоками индивидуального наведения (РГЧ ИН). Ракеты могли оснащаться различными комплектациями головных частей — одна, три или семь боеголовок. Был реализован принцип полной астрокоррекции. Для этой ракеты в 1972 году ЦКБМТ «Рубин» и начал разработку РПКСН 667БДР «Кальмар» (Delta-III), как дальнейшее развитие проекта 667БД «Мурена-М» (Delta-II). Система управления нового корабля позволяла выстреливать весь боекомплект в одном залпе. Кроме ракетного оружия, более совершенной системы управления ракетной стрельбой, улучшенной акустической защиты и РЭВ (новые НК, БИУС, ГАК и средства связи), а также улучшенными условиями обитаемости экипажа, в целом проект 667БДР был улучшенной модификацией проекта 667БД. Головная лодка проекта К-441, оказалась фактически второй, так как по проекту 667БДР был достроен 5-й корпус проекта 667БД К-424. Всего было построено 14 кораблей.
В январе-апреле 1979 года РПКСН К-455 667БДР и К-490 667Б (капитан 1 ранга И. А. Толстолыткин, капитан 1 ранга В. М. Кузнецов, старший на переходе командир 13-й дивизии контр-адмирал А. И. Павлов) совершили групповой трансокеанский переход южным путём через пролив Дрейка, из бухты Ягельная (СФ) в бухту Крашенинникова (ТОФ). В походе проверялась эффективность работы навигационной системы «Шлюз». Для обеспечения перехода СФ выделил ОИС «Байкал» (капитан 3 ранга Г. Бочинский, старший капитан 1 ранга П. Л. Климов), на котором шёл второй экипаж К-455 (капитан 1 ранга И. Г. Чефонов). 17 февраля корабли получили радио из штаба СФ с сообщением о нападении Китая на Вьетнам из-за спорных островов Спратли.
C 1980 г. выполнено семь одиночных межфлотских, подлёдных, трансарктических (С Северного Флота на Тихоокеанский Флот) переходов РПКСН проекта 667БДР (первый переход совершила подводная лодка К-223 под командованием Д. Н. Новикова, старший на борту вице-адмирал Л. А. Матушкин). Подводные лодки при форсировании мелководного Чукотского моря в районе острова Врангеля испытывали большие трудности. Глубины здесь не превышали 50 м. Большую опасность представляли огромные ледовые поля. Пространство между ледяным панцирем и кораблём часто не превышало 3-4 м при глубине под килем 4-5 м.

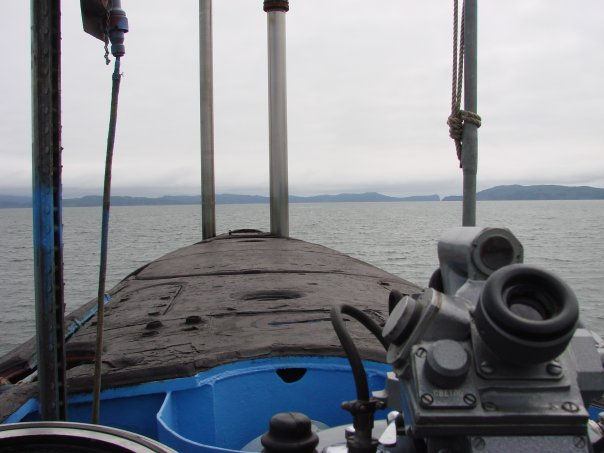
Мостик

## Конструкция

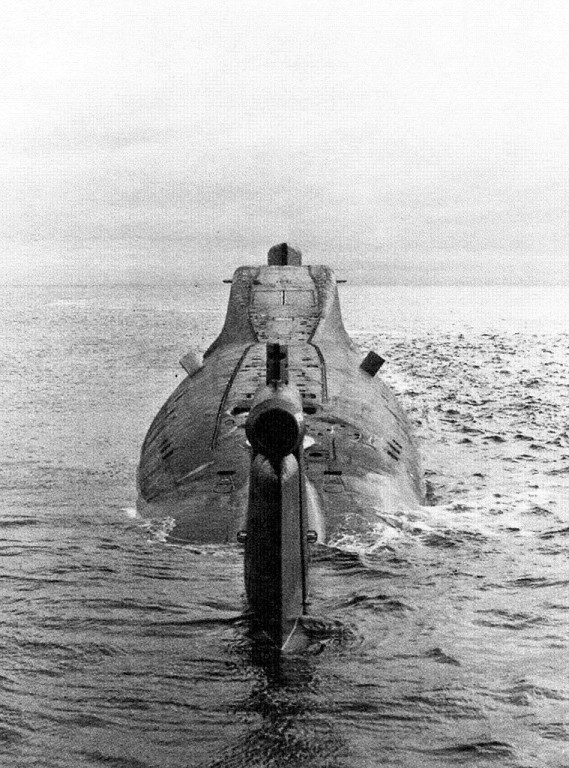
667БДР. Вид с кормы. На вертикальном стабилизаторе видна насадка выпускаемой антенны ГАС «Аврора-1»

Конструктивно подводный крейсер 667БДР во многом аналогичен пр. 667БД, но немного длиннее, новым на 667БДР, по сравнению с 667БД, было увеличение высоты ограждения ракетных шахт. Прочный корпус, как и на 667БД, разделялся десятью прочными переборками на одиннадцать отсеков. 1-й, 3-й и 10-й отсеки являлись отсеками-убежищами, оборудованными входными люками с устройствами шлюзования, обеспечивающими выход из аварийной ПЛ сухим способом, поперечные переборки этих отсеков рассчитаны на давление в 40 атмосфер. Установка системы объёмного химического пожаротушения с использованием фреона увеличила пожаробезопасность подводной лодки.

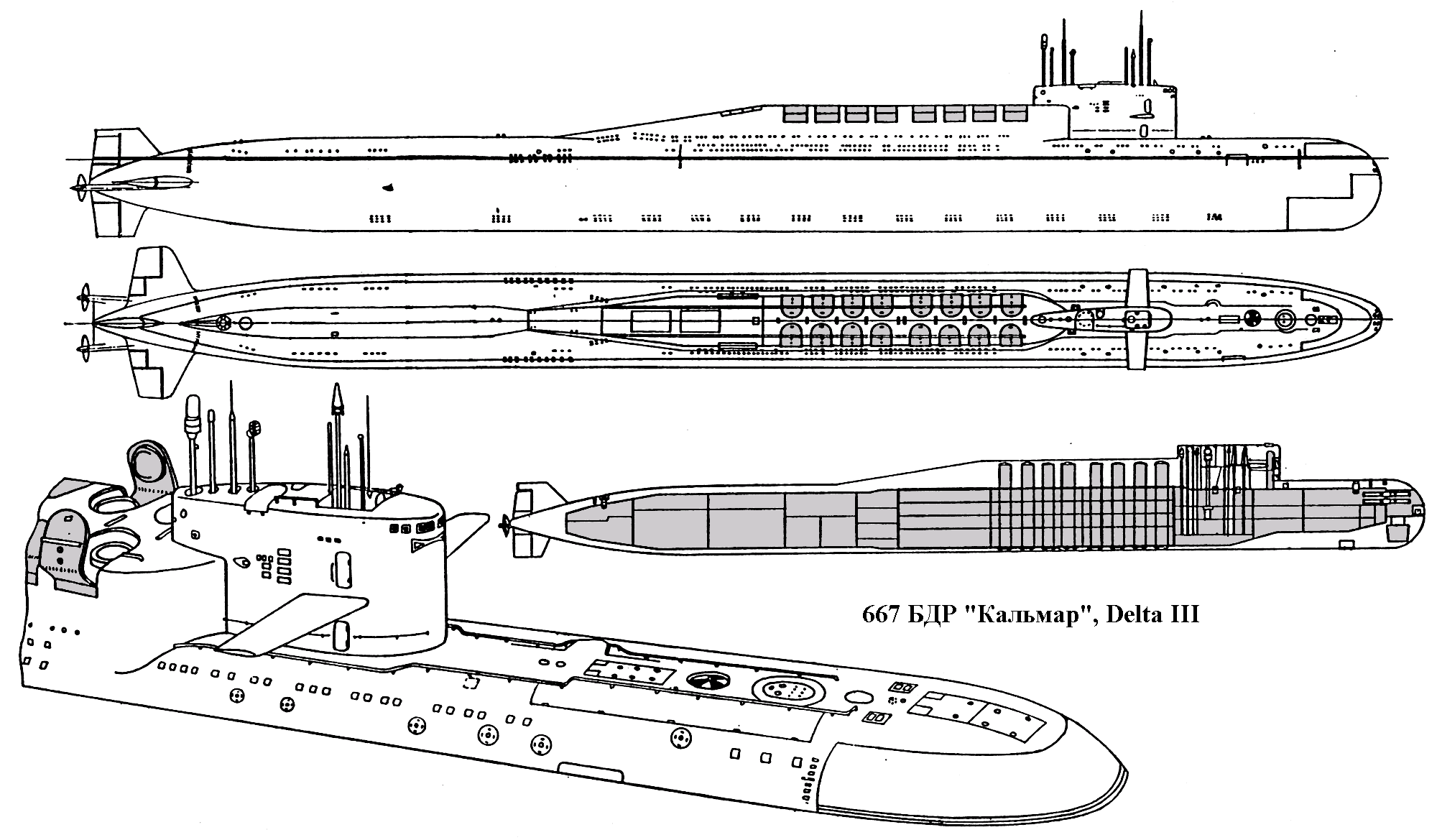

## Силовая установка
Главная энергетическая установка проекта включает два водо-водяных реактора ВМ-4С (тепловой мощностью 90 МВт каждый), размещённых в 7 отсеке, две паровые турбины ОК-700А и два главных турбозубчатых агрегата размещены в 8 и 9 отсеках и развивают суммарную мощность на валы в 40 000 л. с. (29,4 МВт), два резервных электродвигателя на валах мощностью по 225 кВт (300 л. с.) находятся в 10 отсеке. Электроснабжение обеспечивается двумя турбогенераторами мощностью по 3 000 кВт (4 080 л. с.) каждый, двумя вспомогательными дизель-генераторами ДГ-460 мощностью по 450 кВт (625 л. с.) на линии вала, двумя аккумуляторными батареями свинцово-кислотного типа по 112 элементов каждая. На лодке были применены новые малошумные пятилопастные гребные винты с улучшенными антикавитационными характеристиками.

## Корпус

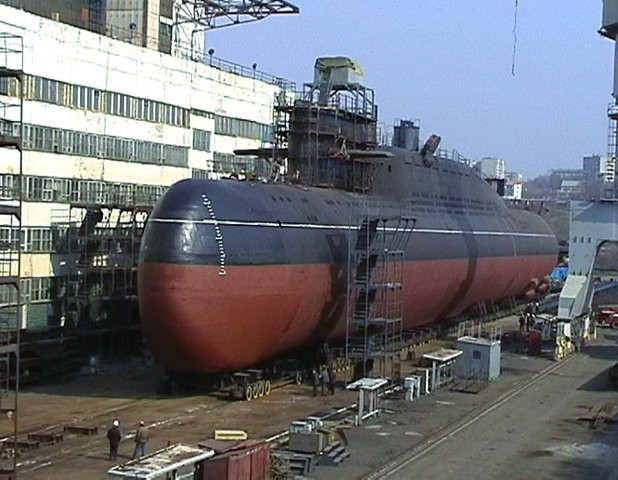
К-433 на ремонте в Большом Камне

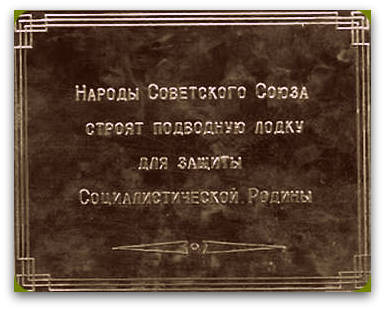
Закладная доска расположена на переборке между 3 и 4 отсеками в районе верхней палубы, она вварена в переборку (закладная доска К-433, первая сторона)

Проект 667БДР относится к двухкорпусному типу. Носовая оконечность корабля имеет овальную форму, кормовая оконечность выполнена веретенообразной. Передние горизонтальные рули располагаются на ограждении рубки. Кормовое оперение выполнено крестообразным. Лёгкий корпус, как и у предшествующих проектов, имеет характерный развитый «горб» за ограждением прочной рубки, закрывающий ракетные шахты, выходящие из прочного корпуса. По сравнению с проектом 667БД «горб» несколько выше, что вызвано очередным увеличением габаритов ракет. Кроме того, в кормовой, пологой части «горба» вне прочного корпуса размещена буксируемая связная антенна «Параван». Прочный корпус с наружными шпангоутами цилиндрического сечения. Изготовлен из стали АК-29 (толщина — 40 мм) и разделялся водонепроницаемыми переборками на 10 отсеков:
- 1-й — торпедный;
- 2-й — аккумуляторный и жилой;

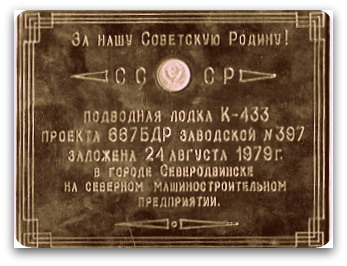
Закладная доска подводной лодки К-433, вторая сторона

- 3-й — центральный пост, пульт ГЭУ;
- 4-й — носовой ракетный;
- 5-й — кормовой ракетный;
- 5-Бис — жилой;
- 6-й — дизель-генераторный (вспомогательных механизмов);
- 7-й — реакторный;
- 8-й — носовой турбинный;
- 9-й — кормовой турбинный;
- 10-й — электродвигательный, кормовой отсек.

Переборки отсеков выдерживают давление 10 кгс/см², переборки отсеков-убежищ − 1-го, 3-го и 10-го рассчитаны на давление 40 кг/см².

## Вооружение
Ракетное

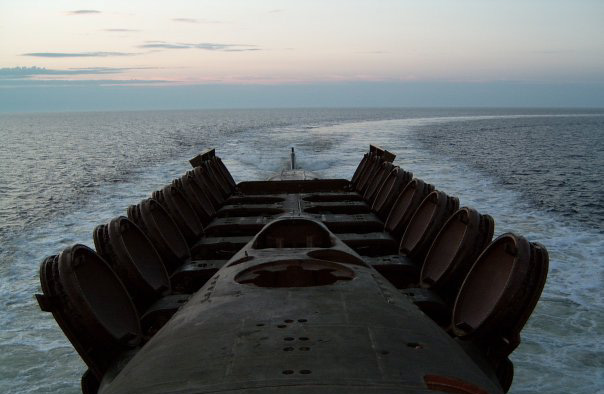
Ракетные шахты

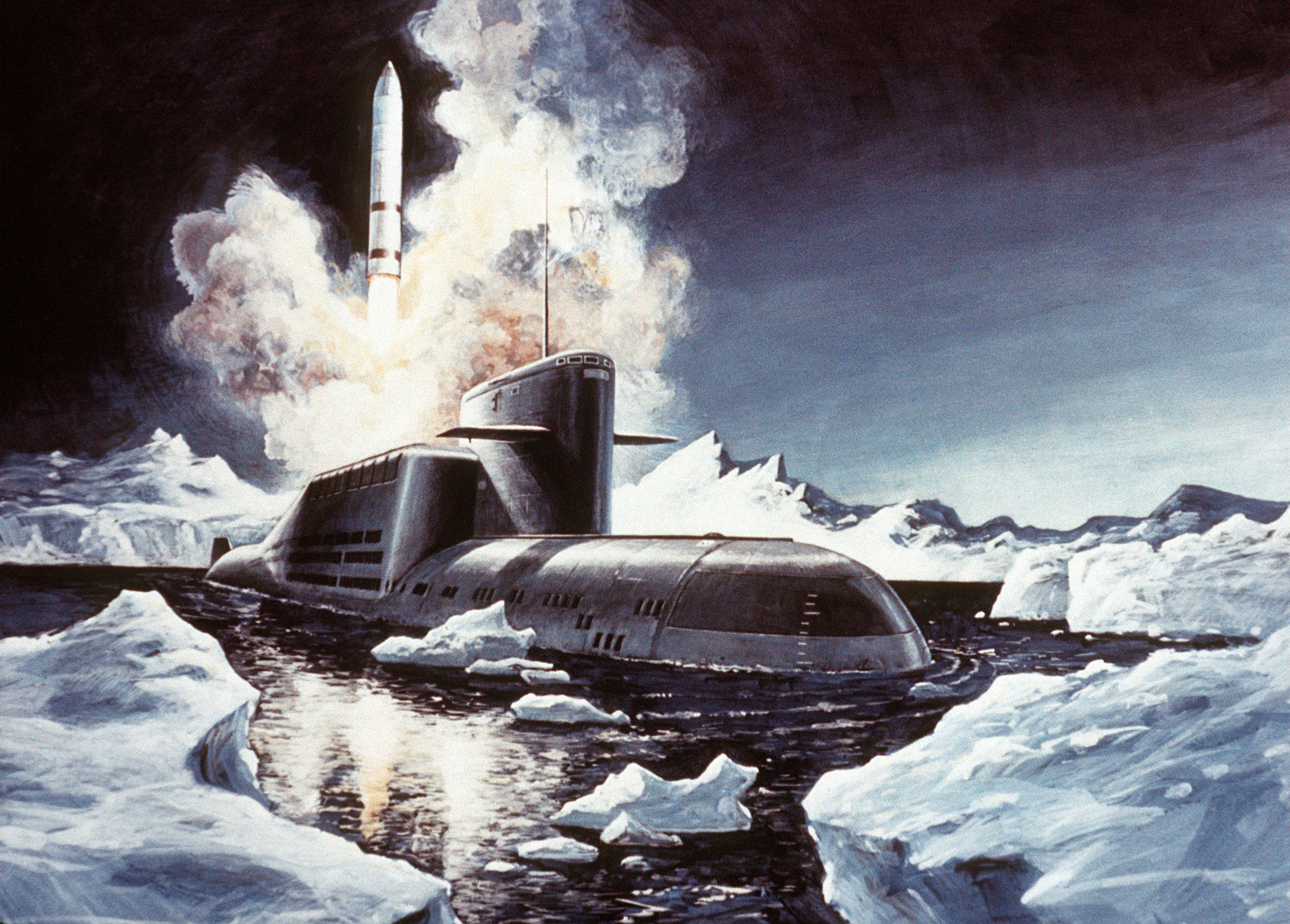
Надводный старт ракеты. Иллюстрация из Soviet Military Power

Основным вооружением является ракетный комплекс Д-9Р, насчитывающий 16 пусковых установок шахтного типа. Этот комплекс впервые обеспечил возможность боевого применения ракетного оружия из высоких широт. Подводный пуск может осуществляться на глубинах до 50 метров при скорости 6 узлов. Все ракеты могут быть запущены в одном залпе.
Ракета Р-29Р, жидко-топливная, использующая в качестве окислителя азотный тетраоксид (амил) и в качестве горючего — несимметричный диметилгидразин (гептил) — предназначена для поражения стратегических объектов на межконтинентальных дальностях с возможностью наносить удары по высокозащищённым малоразмерным («твёрдым», по определению американцев), целям, таким как пусковые установки МБР наземного базирования, командные пункты, базы хранения спецбоеприпасов. Принята на вооружение ВМФ в 1977 году.
Основные тактико-технические характеристики:
- Масса стартовая, т 35,3.
- Масса максимальная забрасываемая, т 1,65.
- Максимальная дальность стрельбы — межконтинентальная.
- Головная часть моноблочная и разделяющаяся
- Количество боевых блоков, шт. 1, 3 или 7 (ракета Р-29Р несла РГЧ с тремя боевыми блоками мощностью по 0,2 Мт и обладала максимальной дальностью 6500 км; Р-29РЛ была оснащена моноблочной ГЧ мощностью 0,45 Мт и могла поражать цели на дальности около 9000 км; Р-29РК обладала способностью доставить семь боевых блоков (0,1 Мт) на дальность до 6500 км)[9].
- Система управления астроинерциальная с полной (по направлению и дальности) астрокоррекцией обеспечивала КВО порядка 900 м.
- Количество ступеней, шт. 2.
- Длина ракеты, м 14,1.
- Диаметр ракеты, м 1,8.
- Топливо жидкое.

Торпедное
Торпедное вооружение корабля состоит из четырёх 533-миллиметровых и двух 400-миллиметровых торпедных аппаратов с воздушной системой стрельбы, обеспечивающей стрельбу на глубинах погружения до 250 метров, системы подготовки торпедных аппаратов «Кальмар». Торпедный комплекс занимает верхнюю треть первого отсека. Торпедные аппараты располагаются в два горизонтальных ряда. В диаметральной плоскости корабля, над первым рядом ТАТА, находился горизонтальный торпедопогрузочный люк. В боекомплект входит 16 торпед .
Торпеда подводных лодок 53-65К (противокорабельная)принята на вооружение в 1969 году.
Газотурбинная, перекисно-водородная торпеда, калибр 533 мм, длина 7,2 м, вес 2070 кг, вес взрывчатого вещества в боевой части около 300 кг, скорость 45 узлов и дальность хода 19 км. Система самонаведения акустическая активная с вертикальным лоцированием кильватерного следа корабля-цели, взрыватель неконтактный, активный, электромагнитный. Прибор курса, установленный в торпеде, обеспечивает установку угла поворота торпеды в любой точке траектории, что позволяет применять её при любых курсовых углах цели от 0° до 180°.
Торпеда подводных лодок СЭТ-65(противолодочная) принята на вооружение в 1965 году.
Электрическая, калибр 533 мм, длина торпеды СЭТ-65 — 7,8 м, вес 1750 кг. Вес взрывчатого вещества в боевой части около 200 кг. Серебряно-цинковая аккумуляторная батарея одноразового действия СЦ-240, обеспечивает скорость 40 узлов и дальность хода 15 км. Система самонаведения акустическая активно-пассивная с радиусом реагирования по активному каналу 800 м, взрыватель неконтактный, кругового действия, акустический, активного типа с радиусом реагирования 10 м. Двухторпедный залп этими торпедами с параллельным их ходом обеспечивает надёжное поражение свободно маневрирующей подводной лодки на дистанциях стрельбы до 30-35 кабельтовых и глубинах погружения до 400 м.
ПВО
ПВО представлена 2 комплектами «Стрела-2М».

## Радиоэлектронное вооружение
В состав радиоэлектронного оборудования входят:
- БИУС МВУ-106 «Алмаз-БДР».
- КЦВС «Атолл».
- Радиолокационный комплекс МРК-50 «Каскад» («Snoop Tray»), МРК-57 «Корма».
- Гидроакустический комплекс МГК-400 «Рубикон» («Shark Teeth») представляющий собой модернизированный вариант МГК-300 «Рубин» с дальностью обнаружения цели до 200 км и принятый на вооружение в 1976 году[13],
- ГАС «Аврора-1», ГАС «Шмель» навигационная.
- МГ-43 — станция измерения скорости звука под водой, МГ-33.
- средства РТР и РР МРП-21А «Залив-П» РТР, «Завеса-П» радиопеленгатор(Brick Pulp/Group; Park Lamp D/F)
- средства ГПД 4 х ГПД МГ-44, МГ-34,ГИП-1.
- Навигационный комплекс «Тобол-М1» или «Тобол-М2».
- КНС «Цикада», радиосекстант (Code Eye), ИНС
- Комплекс радиосвязи «Молния-М» (Pert Spring); ССС «Цунами-БМ», буксируемые буйковая антенны «Параван», выпускаемое буксируемое антенное устройство «Ласточка» (СНЧ), ВЧ и СВЧ-антенны, станция звукоподводной связи.
- Средства ледовой разведки «Нок-1» навигационный обнаружитель круговой, «НОР» навигационный обнаружитель разводий, эхоледомер «ЭЛ-3».
- телевизионные комплексы МТ-70,МТ-30;
- корабельная система единого времени «Платан-М»

## Аварии и навигационные происшествия
- К-424, 11 сентября 1976 года, на государственных испытаниях в Белом море на глубине двести метров при скорости двадцать узлов ударилась о подводную каменную гряду. Мощный удар пришёлся в правую скулу носовой части атомохода. Корабль получил повреждения в носовой части корпуса, однако благодаря грамотным действиям экипажа удалось избежать катастрофы и всплыть[14].
- К-490, 13 апреля 1978 года, подводный крейсер К-308 проекта 670 «Скат» следовал в базу, после боевого дежурства из Атлантики. Командир лодки за весь поход не принимал личного участия в обсервациях и определении места лодки. В 16 часов 30 минут «К-308» совершала очередной поворот в районе фарватера (ФВК № 3). Командир лодки по замерам глубин эхолотом предполагал, что его лодка находится на 3-5 миль восточнее маршрута и не принимал никаких мер уточнения места, на самом деле он следовал через полигон боевой подготовки, где выполнял учебные задачи РПК СН К-490 (проект 667БДР «Кальмар»), на котором также не велось гидроакустическое наблюдение, и в 21 час 30 минут произошло столкновение двух атомоходов в подводном положении. Лодки сближались со скоростью более десяти узлов каждая, и лишь по случайности удар оказался скользящим и не привёл к катастрофе[15].
- К-424, 18 января 1981 в море, произошёл пожар в 3-м отсеке (из-за окурка загорелся фильтр в гальюне). Корабль всплыл в надводное положение, но благодаря грамотным действиям командира капитана 1 ранга Иванова Николая Александровича и экипажа, пожар был потушен и гибели личного состава удалось избежать.
- К-211, 23 мая 1981 года, при следовании в базу из полигона БП, столкнулась с американской подводной лодкой класса «Стёджен». Столкновение произошло по вине командира субмарины ВМС США, опасно маневрирующего в зоне кормовых курсовых углов при скрытном слежении за нашим ракетоносцем[16].
- К-433, сентябрь 1983 года, при форсировании Чукотского моря, в жёлобе Геральда, в подводном положении, дважды столкнулся с крупными льдинами, повредив лёгкий корпус в районе рубки и ракетной палубы, устранив повреждения силами л/с экипажа продолжил боевую службу.
- К-455, 7 июня 1984 года, во время стоянки у причала в бухте Крашенинникова при проведении работ с КСП в десятом отсеке произошло его несанкционированное срабатывание. При аварии погиб один матрос[17].
- К-424, 23 октября 1984 года, при подготовке к выходу в море на К-424 из-за ошибки в действиях экипажа произошёл разрыв перемычки ВВД, погибло два моряка и несколько были ранены
- К-44, 24 июня 1985 года, при возвращении с боевой службы в полигонах боевой подготовки на глубине 80 метров при скорости 10 узлов попала в кошельковый трал.
- К-424, 19 мая 1986 года, во время ракетной стрельбы из надводного положения в губе Порчниха произошло падение ракеты на ракетную палубу, что вызвало пожар, потушенный пожарным кораблём.
- К-129, 11 ноября 1987 года, навал  на К-241 и К-487 (Северный флот)[18].
- К-223, 14 ноября 2004 года, на борту атомного подводного ракетного крейсера стратегического назначения, стоявшего у пирса, при проведении плановых регламентских работ, произошло техническое происшествие — разрушение трубопровода подачи воздуха. В результате воздействия избыточного давления электрик-матрос Дмитрий Коваль получил черепно-мозговую травму, от которой впоследствии скончался в госпитале[19].
- Из письма подводника:[20] Подводный крейсер К-211 ходил по 85 градусу северной широты. Генеральная скорость была 9 узлов. В каждой полынье капитан 3 ранга Дагиров лично проводил фотосъемку через перископ каждые 15 градусов. В районе Гренландского моря толщина льда была 40 метров. В районе острова Шпицберген, через сутки после того, как К-211 вышел из подо льдов, потёк 1 контур реактора (шли на одном борту). И личный состав 7 отсека руками собирал активную воду. Теперь они не могут доказать, что принадлежат к ветеранам особого риска. Коршунов — командир 7-го отсека — до сих пор судится, чтобы доказать свою правоту. Печально видеть, как в наше время относятся к ветеранам, храбро и достойно исполнявшим боевой долг перед Родиной.
- 22 сентября 2011 года с подводной лодкой К-433 «Святой Георгий Победоносец» которая стояла на рейде Авачинской бухты, столкнулся сейнер «Донец»[21].

## Представители
| Название                           | Зав. № | Закладка   | Спущен     | Введён     | Списана    | Текущий статус                                                  |
| ---------------------------------- | ------ | ---------- | ---------- | ---------- | ---------- | --------------------------------------------------------------- |
| К-424                              | 355    | 30.01.1974 | 31.12.1975 | 30.12.1976 | 28.03.1995 | Утилизирована 1998                                              |
| К-441                              | 366    | 07.05.1974 | 25.05.1976 | 30.12.1976 | 28.03.1995 | Утилизирована 2000                                              |
| К-449                              | 367    | 19.11.1975 | 29.07.1976 | 30.12.1976 | 2001       | Утилизирована 2003                                              |
| К-455                              | 368    | 16.10.1976 | 16.02.1977 | 30.08.1977 | 2000       | Утилизирована 2003                                              |
| К-490                              | 372    | 06.11.1976 | 21.03.1977 | 30.10.1977 | 2003       | Утилизирована 2006                                              |
| К-487                              | 373    | 09.12.1976 | 04.06.1977 | 27.12.1977 | 1998       | Утилизирована 1999                                              |
| К-496 «Борисоглебск»               | 392    | 23.05.1978 | 13.08.1977 | 30.12.1977 | 14.08.2009 | Утилизирована 2010                                              |
| К-506 «Зеленоград»                 | 393    | 29.12.1975 | 26.03.1979 | 30.11.1978 | 2010       | Утилизирована 2016                                              |
| К-211 «Петропавловск-Камчатский»   | 394    | 19.04.1979 | 13.12.1979 | 28.08.1980 | 19.11.2010 | Утилизирована 2021                                              |
| К-223 «Подольск»                   | 395    | 19.11.1979 | 30.04.1980 | 25.12.1980 | 2016       | Утилизирована в 2020                                            |
| К-180                              | 396    | 27.04.1980 | 08.11.1980 | 25.08.1981 | 2003       | Утилизирована 2004                                              |
| К-433 «Святой Георгий Победоносец» | 397    | 24.08.1979 | 20.06.1980 | 15.12.1980 | 2018       | Утилизирована в 2022, рубка сохранена как памятник              |
| К-129 (БС-136 «Оренбург»)          | 398    | 09.04.1979 | 15.04.1981 | 05.11.1981 | —          | Модернизирована в носитель сверхмалых ПЛ, в составе 29-й ДПЛ СФ |
| К-44 «Рязань»                      | 376    | 31.01.1980 | 19.01.1982 | 18.09.1982 | 2023       | Списана в 2023 году, ожидает утилизации.                        |

## Современное состояние

Силуэт БС-136 после переоборудования в ПЛ-носитель

К 2024 году большинство кораблей проекта выведено из эксплуатации и отправлено на переработку. Последней покинула строй К-44 «Рязань» в 2023 году, в настоящее время ожидает утилизации. Атомная подводная лодка специального назначения БС-136 «Оренбург» в 1996-2002 годах была перестроена в носитель сверхмалых подводных лодок и входит в состав 29-й дивизии подводных лодок Северного флота.